# Enzootische Bronchopneumonie der Rinder
Die Enzootische Bronchopneumonie der Rinder ist eine häufig vorkommende Faktorenkrankheit bei Kälbern. Sie wird durch virale und bakterielle Erreger verursacht sowie durch Umweltfaktoren in der Entstehung und Ausbreitung begünstigt. Synonyme sind Kälbergrippe, Rindergrippe, im Englischen bovine respiratory disease (BRD), shipping fever und crowding disease. Die Erkrankung tritt gebietsweise gehäuft (enzootisch) auf.

## Erreger
Häufig sind Viren die Wegbereiter für Sekundärinfektionen durch Bakterien, rein bakterielle Infektionen kommen jedoch auch vor. Virale Komponenten sind z. B. Bovines Respiratorisches Syncytialvirus (BRSV), Bovines Parainfluenza-3-Virus (PI-3) und Bovines Virusdiarrhoe-Virus (BVDV). Als bakterielle Erreger kommen beispielsweise Pasteurella multocida, Mannheimia haemolytica, Histophilus somni oder Mycoplasma bovis infrage.
Zu den Management- und Umweltfaktoren, welche die Entstehung und Ausbreitung begünstigen, zählen Stress durch Transport oder überbelegte Ställe, schlechte Belüftung, hohe relative Luftfeuchtigkeit sowie niedrige Umgebungstemperatur oder starke Temperaturschwankungen.

## Klinisches Bild
Im akuten Stadium zeigen betroffene Tiere Fieber, beschleunigte Atmung oder Atemnot (Dyspnoe) sowie Husten und Nasenausfluss. Auch ein perakuter Verlauf mit Todesfolge ist möglich.

## Diagnostik
Durch die klinische Untersuchung können typische Symptome festgestellt werden. Ergänzend werden durch Trachealtupfer oder Tracheal- und Lungenspülprobe in einer mikrobiologischen Untersuchung die Erreger ermittelt. In Blutproben können mittels Serologie Antikörper nachgewiesen werden. Bei Sektionen werden verschiedene Formen der Bronchopneumonie festgestellt.

## Therapie und Prophylaxe
Je nach Schweregrad und Ausbreitung innerhalb einer Tiergruppe erfolgt eine Behandlung mit Antibiotika auf Einzeltier- oder Gruppenebene als parenterale Injektion oder orale Behandlung. Zusätzlich werden Entzündungshemmer sowie Hustenlöser eingesetzt.
Flankierende Maßnahmen beinhalten eine Verbesserung des Managements und der Hygiene. Beispielsweise sind Transportstress und Überbelegung zu vermeiden sowie Stallbelüftung zu verbessern. Auf Betriebe abgestimmte Impfkonzepte mit konventionellen Impfstoffen gegen virale und bakterielle Komponenten sowie durch bestandsspezifische Impfstoffe sind ein Bestandteil der Prophylaxe.